# Le Fuilet
Le Fuilet est une ancienne commune française située dans le département de Maine-et-Loire, en région Pays de la Loire, devenue le 15 décembre 2015 une commune déléguée au sein de la commune nouvelle de Montrevault-sur-Èvre.
Ce village se situe dans les Mauges, et est connu dans la région pour son activité de poterie.

## Géographie
Son territoire se trouve dans la partie sud-ouest du Maine-et-Loire, à une dizaine de kilomètres au sud de la Loire,. Commune angevine des Mauges, Le Fuilet se situe au nord-ouest de Saint-Rémy-en-Mauges, sur la route D 17, Saint-Laurent-des-Autels - Saint-Rémy-en-Mauges.
Les grandes villes les plus proches sont Cholet à 31 km, Nantes à 34 km et Angers à 47 km.
Principales caractéristiques du territoire du Fuilet : carrières d'argile, pâturages, polyculture, vigne, horticulture, maraîchage, nombreuses poteries et briqueteries.

## Toponymie et héraldique

### Toponymie
Attestée sous les formes De Faiaco en 1060, Faiht en 1151, Le Faillet en 1367 .
Le nom dérive du latin fagus, « hêtre », peut-être en raison de la présence de cet arbre dont la silhouette caractéristique servait de repère au bourg primitif.

### Héraldique
|  | Les armes de la commune se blasonnent ainsi : D'azur, chargé à dextre du chef d'un sacré-cœur à senestre d'une fleur de lys, en pointe d'une buie, le tout d'argent ; à la bordure fascée d'argent et de gueules de huit pièces. |

## Histoire
Présence paléolithique, protohistorique, gallo-romaine.
Le Fuilet devient une paroisse au XIe siècle.
Sous l'Ancien Régime, Le Fuilet faisait partie des Marches d'Anjou et de Bretagne dans l'évêché de Nantes.
En 2014, un projet de fusion de l'ensemble des communes de l'intercommunalité se dessine. Le 6 juillet 2015, les conseils municipaux de l'ensemble des communes du territoire communautaire votent la création d'une commune nouvelle baptisée Montrevault-sur-Èvre pour le 15 décembre 2015, dont la création a été officialisée par arrêté préfectoral du 5 octobre 2015.

## Politique et administration

### Administration municipale

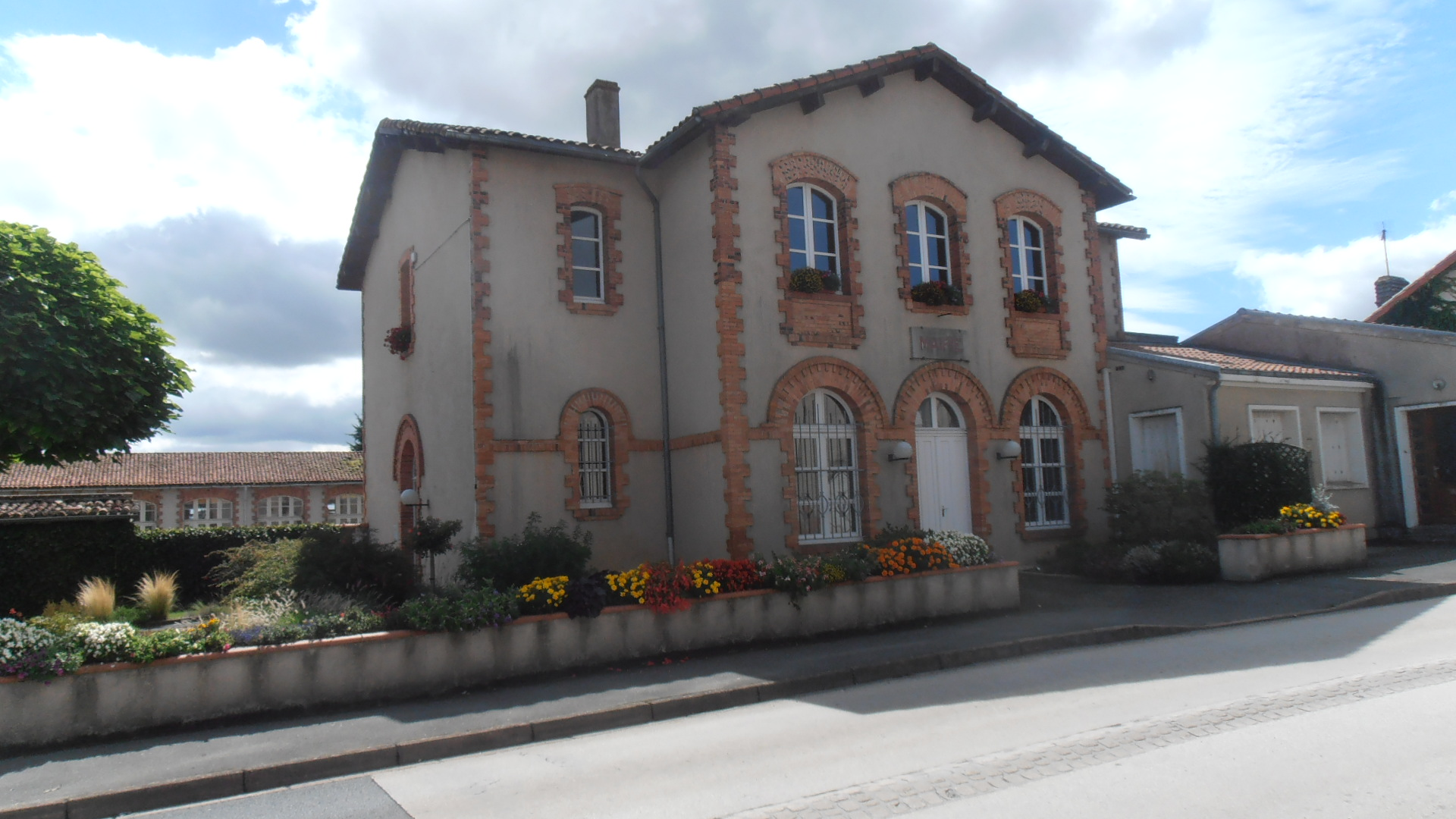
La mairie.

#### Administration actuelle
Depuis le 15 décembre 2015, Le Fuilet constitue une commune déléguée au sein de la commune nouvelle de Montrevault-sur-Èvre et dispose d'un maire délégué.
| Période                                  | Période      | Identité         | Étiquette | Qualité |
| ---------------------------------------- | ------------ | ---------------- | --------- | ------- |
| décembre 2015                            | octobre 2018 | Alain Vincent    | DVD       |         |
| octobre 2018                             | en cours     | Laurent Bourget, |           |         |
| Les données manquantes sont à compléter. |              |                  |           |         |

#### Administration ancienne
| Période                                  | Période          | Identité         | Étiquette | Qualité |
| ---------------------------------------- | ---------------- | ---------------- | --------- | --- |
| avant 1995                               | ?                | Christian Gaudin | UDF       | Conseiller général du canton de Montrevault de 1992 à 2011 Sénateur de 2001 à 2010 Administrateur supérieur des TAAF depuis 2010 |
| mars 2001                                | 14 décembre 2015 | Alain Vincent    | DVD       | Président de la CC du Canton de Montrevault                                                                                      |
| Les données manquantes sont à compléter. |                  |                  |           | |

### Ancienne situation administrative
La commune est membre en 2015 de la communauté de communes Montrevault Communauté, elle-même membre du syndicat mixte Pays des Mauges. La création de la commune nouvelle de Montrevault-sur-Èvre entraîne sa suppression à la date du 15 décembre 2015, avec transfert de ses compétences à la commune nouvelle.
Jusqu'en 2014, Le Fuilet fait partie du canton de Montrevault et de l'arrondissement de Cholet. Ce canton de Montrevault comporte alors les onze même communes que l'intercommunalité. Dans le cadre de la réforme territoriale, un nouveau découpage territorial pour le département de Maine-et-Loire est défini par le décret du 26 février 2014. La commune est alors rattachée au canton de Beaupréau, avec une entrée en vigueur au renouvellement des assemblées départementales de 2015.

## Population et société

### Évolution démographique
L'évolution du nombre d'habitants est connue à travers les recensements de la population effectués dans la commune depuis 1793. À partir du 1er janvier 2009, les populations légales des communes sont publiées annuellement dans le cadre d'un recensement qui repose désormais sur une collecte d'information annuelle, concernant successivement tous les territoires communaux au cours d'une période de cinq ans. 
Pour les communes de moins de 10 000 habitants, une enquête de recensement portant sur toute la population est réalisée tous les cinq ans, les populations légales des années intermédiaires étant quant à elles estimées par interpolation ou extrapolation. Pour la commune, le premier recensement exhaustif entrant dans le cadre du nouveau dispositif a été réalisé en 2008,.
En 2013, la commune comptait 1 949 habitants, en évolution de +5,12 % par rapport à 2008 (Maine-et-Loire : +3,3 %, France hors Mayotte : +2,49 %).
| 1793  | 1800  | 1806  | 1821  | 1831  | 1836  | 1841  | 1846  | 1851  |
| ----- | ----- | ----- | ----- | ----- | ----- | ----- | ----- | ----- |
| 1 900 | 1 431 | 1 593 | 1 985 | 1 666 | 1 631 | 1 748 | 1 867 | 2 010 |

| 1856  | 1861  | 1866  | 1872  | 1876  | 1881  | 1886  | 1891  | 1896  |
| ----- | ----- | ----- | ----- | ----- | ----- | ----- | ----- | ----- |
| 2 017 | 1 966 | 2 026 | 1 994 | 2 017 | 2 049 | 2 036 | 1 974 | 1 919 |

| 1901  | 1906  | 1911  | 1921  | 1926  | 1931  | 1936  | 1946  | 1954  |
| ----- | ----- | ----- | ----- | ----- | ----- | ----- | ----- | ----- |
| 1 805 | 1 758 | 1 654 | 1 519 | 1 541 | 1 476 | 1 475 | 1 459 | 1 455 |

| 1962  | 1968  | 1975  | 1982  | 1990  | 1999  | 2008  | 2013  | - |
| ----- | ----- | ----- | ----- | ----- | ----- | ----- | ----- | - |
| 1 515 | 1 589 | 1 652 | 1 761 | 1 796 | 1 809 | 1 854 | 1 949 | - |

### Pyramide des âges
La population de la commune est relativement âgée. Le taux de personnes d'un âge supérieur à 60 ans (24 %) est en effet supérieur au taux national (21,8 %) et au taux départemental (21,4 %).
Contrairement aux répartitions nationale et départementale, la population masculine de la commune est supérieure à la population féminine (49,8 % contre 48,7 % au niveau national et 48,9 % au niveau départemental).
La répartition de la population de la commune par tranches d'âge est, en 2008, la suivante :
- 49,8 % d’hommes (0 à 14 ans = 18,3 %, 15 à 29 ans = 20,7 %, 30 à 44 ans = 19,3 %, 45 à 59 ans = 21,8 %, plus de 60 ans = 20 %) ;
- 50,2 % de femmes (0 à 14 ans = 16 %, 15 à 29 ans = 18,8 %, 30 à 44 ans = 16,9 %, 45 à 59 ans = 20,3 %, plus de 60 ans = 28 %).

| Hommes | Classe d’âge | Femmes |
| ------ | ------------ | ------ |
| 0,5    | 90 ans ou +  | 2,6    |
| 6,3    | 75 à 89 ans  | 11,5   |
| 13,2   | 60 à 74 ans  | 13,9   |
| 21,8   | 45 à 59 ans  | 20,3   |
| 19,3   | 30 à 44 ans  | 16,9   |
| 20,7   | 15 à 29 ans  | 18,8   |
| 18,3   | 0 à 14 ans   | 16,0   |

| Hommes | Classe d’âge | Femmes |
| ------ | ------------ | ------ |
| 0,4    | 90 ans ou +  | 1,1    |
| 6,3    | 75 à 89 ans  | 9,5    |
| 12,1   | 60 à 74 ans  | 13,1   |
| 20,0   | 45 à 59 ans  | 19,4   |
| 20,3   | 30 à 44 ans  | 19,3   |
| 20,2   | 15 à 29 ans  | 18,9   |
| 20,7   | 0 à 14 ans   | 18,7   |

## Économie
Sur 163 établissements présents sur la commune à fin 2010, 25 % relevaient du secteur de l'agriculture (pour une moyenne de 17 % sur le département), 14 % du secteur de l'industrie, 12 % du secteur de la construction, 37 % de celui du commerce et des services et 13 % du secteur de l'administration et de la santé.

## Culture locale et patrimoine

### Lieux et monuments
- Chapelle, en briques, aux Recoins, 1947 (architecte Laurentin).
- Château des Touches (ferme) : tours.
- Nombreuses croix, dont celle des Victoires, rappelant le passage de Saint Louis.
- Église du XIXe siècle, néo-gothique.
- Maison du Potier : visite guidée, démonstrations par des potiers, expositions, stages. Plusieurs poteries à visiter, magasins de poteries artisanales (jardin, décoration, culinaire…), notamment au lieu-dit de Tartifume.
- Tours de moulins à vent, en ruine.

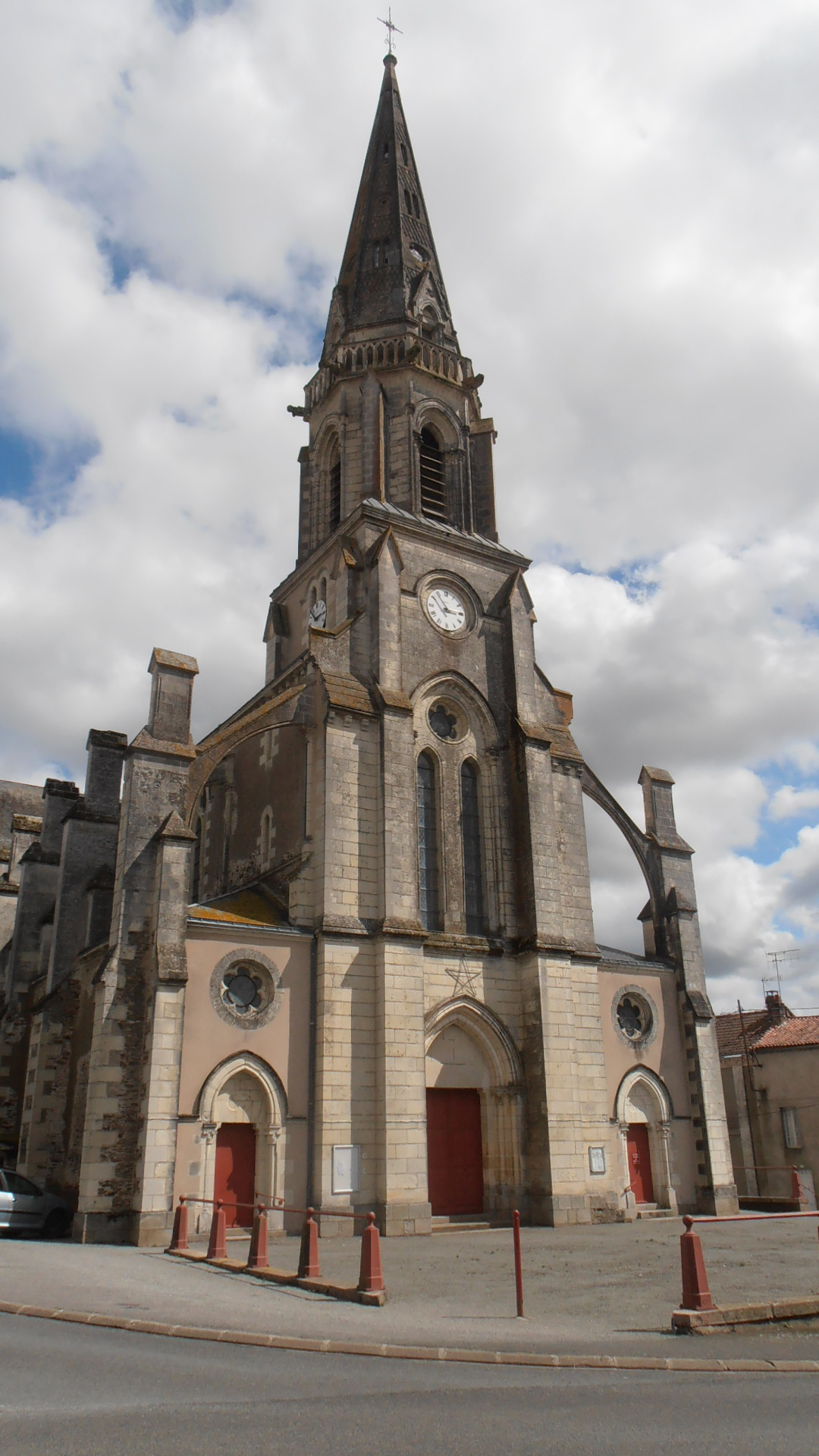
L'église Saint-Martin
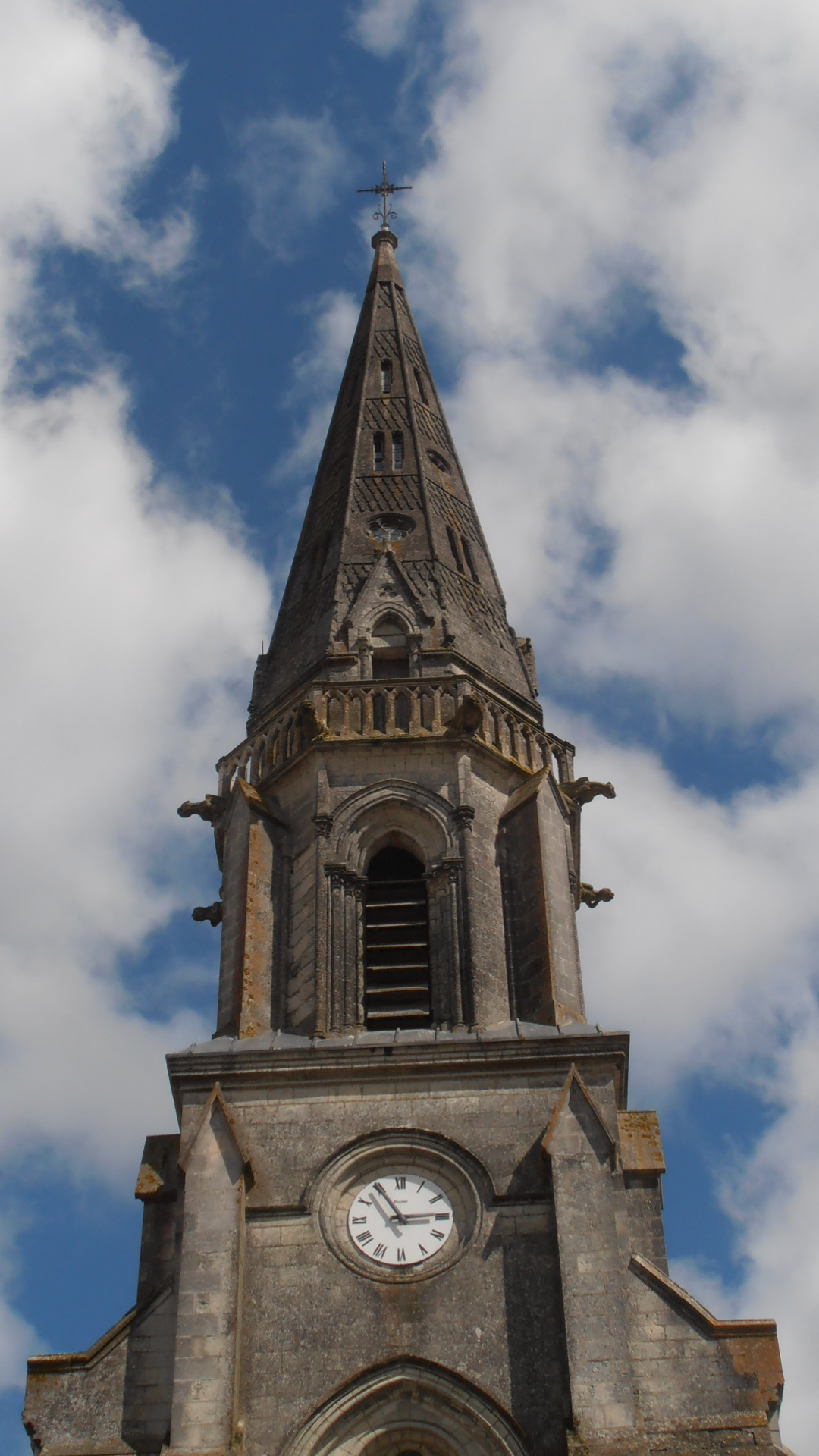
Détails du clocher
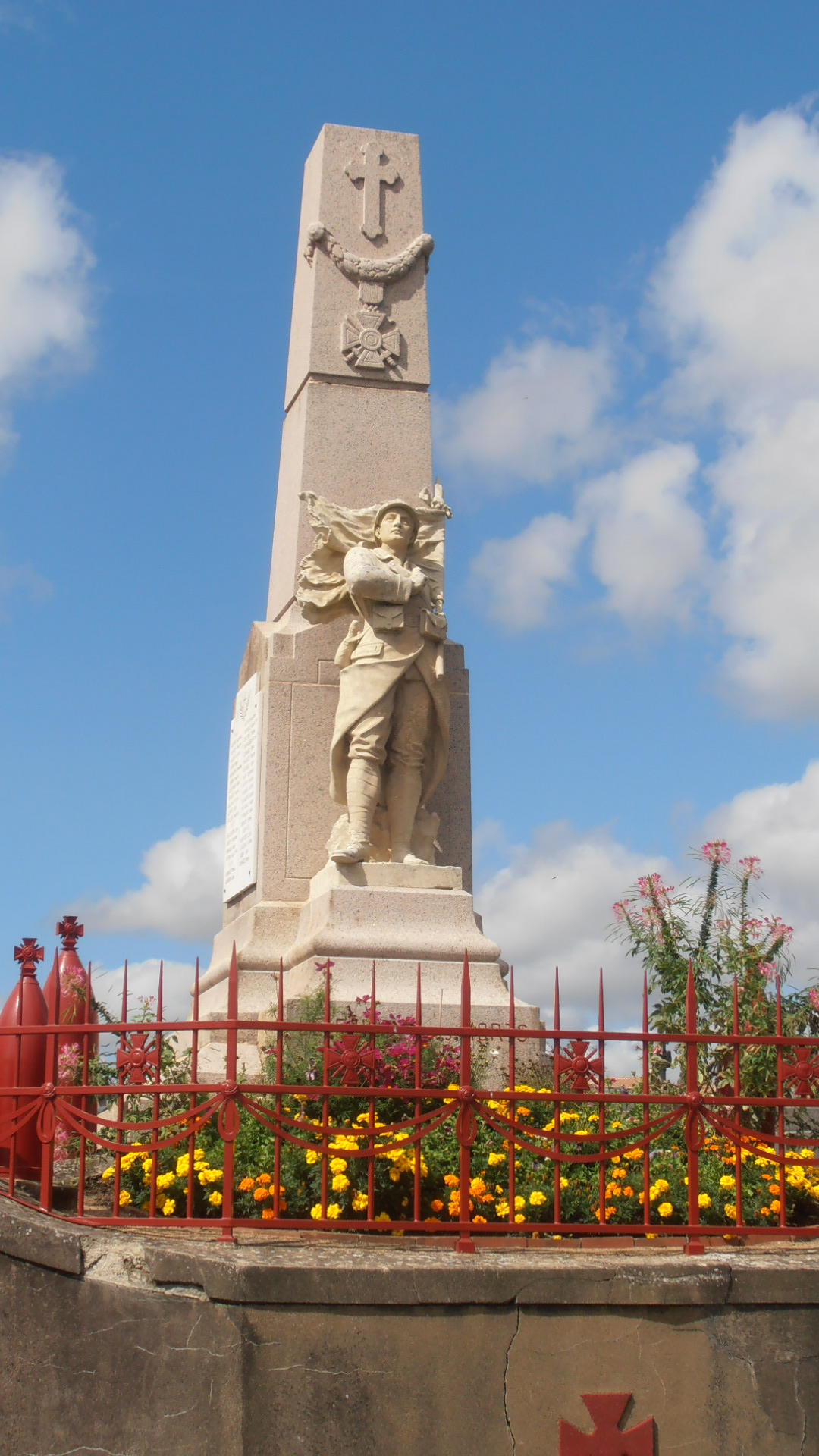
Le monument aux morts

### Personnalités liées à la commune
- Christian Gaudin (1950- ), ancien maire du Fuilet, ancien sénateur et ancien administrateur supérieur des Terres australes et antarctiques françaises[21].